# Concê
Caroline Marinho de Sousa, que se apresenta com o nome artístico Concê (São Paulo, 21 de junho de 1998) é uma cantora, compositora, atriz e produtora musical brasileira. Sua primeira aparição na TV foi participando da terceira temporada do programa Canta Comigo. Seu primeiro single, Calcanhar, recebeu indicação ao Prêmio da Música Pernambucana em 2019, na categoria Melhor Videoclipe.

## Biografia

### 1998-2018: Início de vida e carreira
Caroline Marinho de Sousa nasceu em 21 de junho de 1998 em São Paulo e foi criada em Anápolis, Goiás até a pré-adolescência. Aos 9 anos, juntou dinheiro para comprar seu primeiro violão, que aprendeu a tocar estudando por própria conta. Aos 10 anos venceu o Gospel Music Fest, festival de música evangélica do Colégio Quadrangular, onde estudava em Anápolis, ainda em sua primeira experiência de palco. Durante a adolescência, morou em Guarapari (Espírito Santo), Goiana (Pernambuco) e Piracicaba (São Paulo) com os pais antes de se mudar, sozinha e emancipada, para João Pessoa, Paraíba, aos 16 anos em 2015, para cursar Design de Interiores no Instituto Federal da Paraíba (IFPB). Em meados de 2016, aos 18 anos, depois de ter participado da seletiva do programa X Factor, decidiu abandonar a faculdade e se dedicar integralmente à música. No final de 2016, assumiu o nome artístico Concê e se mudou para Recife, Pernambuco, para estudar Teatro Musical na Lalu Academia de Artes.

### 2018-19: "Calcanhar"
No dia dos namorados, 12 de junho de 2018, foi ao ar, em todas as plataformas digitais, "Calcanhar", o primeiro single da cantora. Produzido de maneira totalmente independente e com captação de voz por Fábio Barros, a música nasceu em um teste de produção musical feito pela cantora enquanto morava numa república em Recife. Hemmeli Rocha assumiu a produção do videoclipe da música e, com a direção de imagem e edição de Thiago Barros, acabaram conquistando uma indicação na 10ª edição do Prêmio da Música de Pernambuco em 2019.

### 2020-21: Quarentena e arte de rua
Coincidindo com o início do isolamento social, Concê resolveu passar um período morando com seus parentes paternos no Jardim Marília, na Zona Leste de São Paulo. Enquanto cumpria o isolamento, participava da produção do EP Quarentena com ELBER (cantor, produtor e CEO da Gramane Records). O EP é composto por 3 faixas produzidas por Elber e com sua participação em voz e composição.
Sem perspectiva de voltar aos palcos por conta da pandemia, se mudou para um apartamento compartilhado e começou a se apresentar nos vagões do Metrô de São Paulo como uma maneira de manter seu sustento e visibilidade. Em 2021, participou da 3ª edição  do programa Canta Comigo, sendo eliminada em seu duelo ainda no primeiro episódio. No Natal de 2020, lançou de forma independente o single Esse Ano Foi Bem Diferente, depois de ter usado como investimento para um futuro single o dinheiro que pretendia comprar a passagem para visitar o pai em Recife. Com o investimento em questão, lançou Acabei Ligando em fevereiro de 2021, composição esta que viralizou em uma postagem do TikTok.  Também participou dos singles Sempre Assim, com Renan Pirras e O Golpe Tá Aí, com Scalon. Em agosto, lançou Gabriela, com produção assinada pela 48k Studio.

### 2022-presente:
Atualmente Concê trabalha com criação de conteúdo na internet, como influencer e com suas apresentações musicais.

## Programas de TV
| Ano  | Programa                         | Emissora  | Observações  |
| ---- | -------------------------------- | --------- | ------------ |
| 2021 | Canta Comigo 3                   | Record TV | Participante |
| 2021 | Dez ou Mil (Programa do Ratinho) | SBT       | Participante |

## Autorais
| Ano  | Artista(s)          | Faixa                      | Álbum         |
| ---- | ------------------- | -------------------------- | ------------- |
| 2018 | Concê               | Calcanhar                  | -             |
| 2019 | Concê               | Reinvente                  | -             |
| 2020 | ELBER, Concê        | Nada Faz o Tempo Passar    | EP Quarentena |
| 2020 | ELBER, Concê        | O Que Você Me Faz          | EP Quarentena |
| 2020 | ELBER, Concê        | Movimento                  | EP Quarentena |
| 2020 | Concê               | Esse Ano Foi Bem DIferente | -             |
| 2021 | Concê               | Acabei Ligando             | -             |
| 2021 | Renan Pirras, Concê | Sempre Assim               | -             |
| 2021 | Concê               | Gabriela                   | -             |
| 2021 | Scalon, Concê       | O Golpe Tá Aí              | -             |

## Composições
Concê também colaborou em algumas composições, dentre elas:
ELBER, Concê - "Nada Faz o Tempo Passar", "O Que Você Me Faz" e "Movimento"
Renan Pirras, Concê - "Sempre Assim"
Eu, Trovador - "Um Louco Sempre Morre Apaixonado"

## Prêmios e Indicações
| Ano  | Meio                               | Categoria         | Indicação   | Resultado |
| ---- | ---------------------------------- | ----------------- | ----------- | --------- |
| 2019 | 10º Prêmio da Música de Pernambuco | Melhor Videoclipe | "Calcanhar" | Indicado  |